# H Киля
О звезде h Киля см. HD 83183

H Киля (лат. H Carinae) — звезда в созвездии Киля, оранжевый гигант спектрального класса К с видимым блеском +5,46, удалённый от Земли на 792 световых года. Невооружённым глазом видна только очень зорким людям; в России не наблюдается.